# Guolina
Guolina is een geslacht van vliesvleugeligen uit de familie Pteromalidae. De wetenschappelijke naam van dit geslacht is voor het eerst geldig gepubliceerd in 1994 door Heydon.

## Soorten
Het geslacht Guolina omvat de volgende soorten:
- Guolina fulgida Heydon, 1994
- Guolina insularum Heydon, 1994
- Guolina psenophaga Heydon, 1994